# Катальди, Пьетро Антонио
Пье́тро Анто́нио Ката́льди (итал. Pietro Antonio Cataldi; 15 апреля 1548—1626) — итальянский математик, автор более 30 трудов по математике. Впервые ввёл в математику понятие о непрерывных дробях (1613). Открыл шестое и седьмое совершенные числа (1588 год). Почётный гражданин города Болонья.

## Биография
Пьетро Катальди родился и получил образование в Болонье, затем с 1569 по 1570 год преподавал во Флоренции. В 1572 году отправился в Перуджу, где на протяжении 12 лет преподавал математику. Он одним из первых преподавал математику как самостоятельную дисциплину, причём читал лекции, вопреки традиции, не на латыни, а на итальянском языке (большинство его работ также написаны на итальянском языке). Одновременно с преподаванием математики Катальди читал лекции в Академии художеств Перуджи. По отзывам современников, Катальди славился как первоклассный поэт, фехтовальщик и наездник.
В 1584 году Катальди вернулся в родную Болонью, где получил докторскую степень по философии и медицине. В Болонье он в качестве профессора преподавал математику и астрономию почти сорок лет, до конца жизни, читал лекции по античным классикам (Евклид, Клавдий Птолемей).
Тем временем Катальди получил важные новые результаты, касающиеся совершенных чисел. Но в 1594 году у него украли рукопись, и ему пришлось воссоздать работу с нуля (опубликована в Болонье в 1603 году. под названием «Трактат о совершенных числах»).
Катальди умер в Болонье 11 февраля. 1626 года. Наследников он не оставил. Согласно завещанию, в его доме была открыта школа-интернат для бедных учеников, которой он оставил всё своё имущество.

## Научная деятельность
В своём «Трактате о кратчайшем способе нахождения квадратного корня из чисел» (итал.  Trattato del modo brevissimo di trovare la radice quadra delli numeri, et regole da approssimarsi di continuo al vero nelle radici de' numeri non quadrati, Болонья, 1613) Катальди первым в мире ввёл понятие непрерывных дробей (сам термин появился позже) и дал для них обозначение, напоминающее современное.
Катальди описал алгоритм извлечения квадратных корней из натуральных чисел с помощью непрерывных дробей, аналогичный ранее опубликованному (1572 год) Рафаэлем Бомбелли, который непрерывные дроби не использовал. Чтобы найти значение {\displaystyle {\sqrt {n}}}, сначала определяется его целое приближение: {\displaystyle {\sqrt {n}}=a\pm r}, где {\displaystyle 0<r<1\ }. Тогда {\displaystyle n=(a\pm r)^{2}=a^{2}\pm 2ar+r^{2}\ }. Отсюда несложно вывести, что {\displaystyle r={\frac {|n-a^{2}|}{2a\pm r}}}. Повторно подставляя полученное выражение в формулу {\displaystyle {\sqrt {n}}=a\pm r}, мы получаем разложение в непрерывную дробь:
{\displaystyle a\pm {\frac {|n-a^{2}|}{2a\pm {\frac {|n-a^{2}|}{2a\pm {\frac {|n-a^{2}|}{2a\pm \cdots }}}}}}}
Пример. Для {\displaystyle {\sqrt {13}},a=3} мы получаем последовательные приближения (подходящие дроби):
{\displaystyle 3{\frac {2}{3}},\ 3{\frac {3}{5}},\ 3{\frac {20}{33}},\ 3{\frac {66}{109}},\ 3{\frac {109}{180}},\ 3{\frac {720}{1189}},\ \cdots }
Две последние дроби равна {\displaystyle 3{,}60555555\dots } и {\displaystyle 3{,}60555088\dots } соответственно.  Катальди отметил основное свойство непрерывных дробей: исходное число всегда находится между соседними подходящими дробями, что позволяет легко оценить погрешность вычисленного значения корня. Поэтому, сравнивая последнюю дробь с предпоследней, можно заключить, что пять цифр после запятой верны. В самом деле, точное значение: {\displaystyle {\sqrt {13}}=3.60555127\dots }. Позднее теорию непрерывных дробей расширили Джон Валлис, Христиан Гюйгенс, Леонард Эйлер и Жозеф Луи Лагранж.
Катальди также внёс большой вклад в теорию совершенных чисел. Уже Евклид знал, что если {\displaystyle 2^{n}-1} — простое число, то {\displaystyle 2^{n-1}(2^{n}-1)} — совершенное число. Это правило при {\displaystyle n=2,3,5,7}  даёт совершенные числа {\displaystyle 6,28,496,8128} соответственно. Другие совершенные числа древнегреческим математикам были неизвестны. Следующее совершенное число опубликовал голландский математик Худалрик Perиус (лат. Hudalrichus  Regius)  в трактате «Utriusque Arithmetices» (1536 год), который показал, что {\displaystyle 2^{13}-1} является простым числом, что даёт в качестве следующего совершенного числа 33 550 336.
В 1603 году Катальди опубликовал «Трактат о совершенных числах» (итал. Trattato de' numeri perfetti), где 
показал:
- если {\displaystyle n} составное, то и {\displaystyle 2^{n}-1} также  составное;
- {\displaystyle 2^{n}-1} при {\displaystyle n=17} и при {\displaystyle n=19} — простые числа (доказывал простым перебором возможных простых делителей).

Фактически Катальди вычислил список всех простых чисел до 750 и разложения всех чисел до 800. Он опубликовал эти списки отдельно. Тем самым Катальди нашёл шестое и седьмое совершенные числа: 8 589 869 056 и 137 438 691 328. Заодно он опроверг гипотезу Никомаха, согласно которой в последних цифрах членов последовательности совершенных чисел чередуются цифры 6 и 8.
Он также предположил, что для {\displaystyle n=23,29,31,37} также получатся совершенные числа, но эта гипотеза не оправдалась — все эти числа, за исключением получающегося при {\displaystyle n=31,} оказались составными. Первым это обнаружил Пьер Ферма в 1640 году, случай {\displaystyle n=31} исследовал Леонард Эйлер в 1738 году.
Кроме трактата о совершенных числах, в том же 1603 году Катальди опубликовал комментированное издание «Начал» Евклида и ещё один небольшой труд, в котором попытался доказать «Пятый постулат» Евклида. При этом он опирался на утверждение: «Эквидистанта для прямой является прямой», которое на самом деле равносильно пятому постулату.

## Основные труды
- Cataldi Pietro Antonio. Pratica aritmetica, overo elementi pratici delli numeri aritmetici. — Bologna: Giovanni Rossi, 1602.
- Cataldi Pietro Antonio. Opusculum de lineis rectis aequidistantibus, et non aequidistantibus (лат.). — Bononiae: Giovanni Rossi, 1603.
- Cataldi Pietro Antonio. Trattato de' numeri perfetti. — Bologna: Giovanni Rossi, 1603.
- Cataldi Pietro Antonio. Pratica aritmetica, ovvero elementi pratici delli numeri aritmetici. 2. — Bologna: Giovanni Rossi, 1606.
- Cataldi Pietro Antonio. Trattato della quadratura del cerchio. — Bologna: Bartolomeo Cochi, 1612.
- Cataldi Pietro Antonio. Due lettioni date nella academia erigenda dove si mostra come si trovi la grandezza delle superficie rettilinee. — Bologna: Bartolomeo Cochi, 1613.
- Cataldi Pietro Antonio. Trattato del modo brevissimo di trovare la radice quadra delli numeri, et regole da approssimarsi di continuo al vero nelle radici de' numeri non quadrati. — Bologna: Bartolomeo Cochi, 1613.
- Cataldi Pietro Antonio. Regola della quantità, o cosa di cosa. — Bologna: Sebastiano Bonomi, 1618.
- Cataldi Pietro Antonio. Nuova algebra proporzionale. — Bologna: Sebastiano Bonomi, 1619.
- Cataldi Pietro Antonio. Elementi delle quantità algebratiche. — Bologna: Sebastiano Bonomi, 1620.
- Cataldi Pietro Antonio, Algebra applicata, 1622
- Cataldi Pietro Antonio, Difesa di Euclide, 1626